# Шифрін Володимир Мусійович
Володимир Мусійович Шифрін (13 травня 1935, Дніпропетровськ — 14 жовтня 2004) — український науковець-металург, доктор технічних наук, лауреат Державної премії у галузі науки і техніки, професор кафедри фізико-хімічних основ технології металів інженерно-фізичного факультету Київського політехнічного інституту.

## Біографія
Народився 13 травня 1935 року у Дніпропетровську. У 1958 році закінчив Дніпропетровський металургійний інститут з фахом «Металургія чорних металів», одержав диплом з відзнакою.
Розподілений на Дніпропетровський завод металургійного устаткування, де працював в ливарному цеху до 1970 року на посадах — шихтовик-завальник, майстер та старший майстер електропечі, заступник начальника цеху. З 1970 до 2002 рік працював у Дніпропетровському металургійному інституті старшим науковим співробітником, доцентом та професором кафедри електрометалургії. У 1977 році захистив кандидатську дисертацію, у 1990 — докторську. Отримує атестати старшого наукового співробітника, доцента та професора.

Могила Володимира Шифріна

На кафедрі ФХОТМ НТУУ «КПІ» працював з 2002 року професором. В останні роки життя Володимир Мусійович поряд з викладацькою діяльністю керував на суспільних засадах технічним переозброєнням металургійного комбінату «Запоріжсталь», Кременчуцького сталеливарного заводу, Волгоградського металургійного заводу «Красный Октябрь» (Росія). При цьому він працював у тісному контакті з провідними науковими закладами НАН України: Інститутом електрозварювання ім. Є. О. Патона, Фізико-технологічним інститутом металів і сплавів.
Помер на 70-му році життя 14 жовтня 2004 року. Похований разом з дружиною в Києві на Байковому кладовищі (ділянка № 49б, 50°25′3.30″ пн. ш. 30°30′1.50″ сх. д. / 50.4175833° пн. ш. 30.5004167° сх. д.).

## Наукова робота
В НМАУ ним розроблено ряд курсів:
- «Розливка та кристалізація»;
- «Основи наукової творчості»;
- «Проектування електрометалургійних цехів».

В НТУУ «КПІ»:
- «Проекттування цехів спеціальної металургії»;
- «Стандартизація та сертифікація металургійної продукції».

За час роботи на виробництві та наукової діяльності надруковано більш ніж 170 наукових та навчально-методичних робіт, у тому числі співавтор фундаментального підручника «Теорія металургійних процесів», за який в 1999 році присуджена Державна премія України в галузі науки і техніки, співавтор підручника «Основи металургійного виробництва металів і сплавів», 4 навчальних посібника, 11 винаходів.
Більша частина наукових розробок В. М. Шифріна впроваджена у виробництво з величезним економічним ефектом.

## Пам'ять

меморіальна дошка

На будинку в Києві по вулиці Турівській, 15, де працював вчений, встановлено меморіальну дошку (бронза, барельєф).
11 жовтня 2007 року в Києві на Подолі урочисто відкрився релігійно-освітній центр ім. Володимира Шифріна. Центр, побудований завдяки спонсорській допомозі Едуарда Шифріна, сина Володимира Мусійовича.